# Finale UEFA Champions League 2025
De UEFA Champions Leaguefinale van het seizoen 2024/25 was de 70ste eindwedstrijd van het primaire toernooi in het Europees clubvoetbal en de 33ste sinds de naamsverandering. De voetbalwedstrijd werd gespeeld tussen het Franse Paris Saint-Germain en het Italiaanse Internazionale in de Allianz Arena te München op zaterdag 31 mei 2025 met István Kovács als scheidsrechter. Paris Saint-Germain won met 5–0, wat de grootste overwinning ooit werd in de finale van het toernooi, en won het toernooi voor het eerst. De Parijzenaren namen de titel over van Real Madrid en kwalificeerde zich voor de UEFA Champions League 2025/26, de UEFA Super Cup 2025, de FIFA Intercontinental Cup 2025 en het WK voor clubs 2029.

## Organisatie
De Allianz Arena te München werd op 24 september 2019 door de UEFA aangewezen als stadion voor de UEFA Champions Leaguefinale van 2022. Op 17 juni 2020 werd de finale van 2020 verplaatst vanwege de coronacrisis, waarna de eerder aangewezen stadions de finale telkens een jaar later zou organiseren. München zou dus de finale van 2023 organiseren. Nadat de finale van 2021 wederom vanwege de coronacrisis verplaatst werd, van Istanbul naar Porto, werd de finale van 2023 toegewezen aan Istanbul. München zou in plaats daarvan de finale van 2025 organiseren. Eerder werden in het stadion de UEFA Champions Leaguefinale van 2012 en wedstrijden op het WK 2006, het EK 2020 en het EK 2024 gespeeld. Ook werden de UEFA Champions Leaguefinales van 1979, 1993 en 1997 in München gespeeld, in het Olympiastadion. Bovendien werden de finales van 1959, 1988, 2004 en 2015 elders in Duitsland gespeeld, in Stuttgart, Gelsenkirchen en Berlijn.
De UEFA stelde op 12 mei 2025 de Roemeen István Kovács aangesteld als scheidsrechter voor de finale. Hij floot eerder de UEFA Europa Conference Leaguefinale van 2022 en de UEFA Europa Leaguefinale van 2024. Zo werd hij de eerste die de finale had gefloten van ieder op dat moment bestaande toernooi in het Europees clubvoetbal, en de eerste Roemeense scheidsrechter in de UEFA Champions League sinds 1995. In het seizoen 2024/25 had hij al zeven wedstrijden gefloten in de UEFA Champions League. Kovács zou geassisteerd worden door landgenoten Mihai Marica en Ferencz Tunyogi als assistent-scheidsrechters en de Portugees João Pinheiro als vierde official. De Nederlander Dennis Higler werd aangesteld als videoscheidsrechter, geassisteerd door zijn landgenoot Pol van Boekel en de Roemeen Cătălin Popa.
Op 16 april 2025 werd aangekondigd dat de Amerikaanse rockband Linkin Park voorafgaand aan de finale een liveconcert zou geven in het stadion.

## Voorgeschiedenis
Paris Saint-Germain speelde één keer de UEFA Champions Leaguefinale; het verloor in 2020 met 0–1 van Bayern München. Het speelde daarnaast twee eerdere finales om de Europacup II; het won in 1996 en verloor in 1997. Internazionale speelde zes eerdere finales in het toernooi; het won in 1964, 1965 en 2010 en verloor in 1967, 1972 en 2023. Internazionale won daarnaast de UEFA Cupfinales van 1991, 1993 en 1998 en verloor de UEFA Cupfinale van 1997 en de UEFA Europa Leaguefinale van 2020.
Paris Saint-Germain en Internazionale speelden nooit eerder tegen elkaar in het Europees clubvoetbal. De enige eerdere UEFA Champions Leaguefinale tussen een Franse en een Italiaanse club was in 1993, toen Olympique Marseille met 1–0 won van AC Milan. Franse clubs speelden in totaal 7 eerdere finales van de Europacup I/UEFA Champions League, waarvan het er 1 won en 6 verloor. Italiaanse clubs wonnen er in totaal 12 en verloren er 17. Paris Saint-Germain won 6 en verloor 10 van zijn 25 eerdere wedstrijden tegen Italiaanse clubs, terwijl Internazionale van zijn 27 eerdere wedstrijden tegen Franse clubs er 12 en 7 verloor.
Achraf Hakimi zou ten tijde van de finale spelen voor Paris Saint-Germain, maar kwam eerder uit voor Internazionale. Paris Saint-Germain-trainer Luis Enrique stond als trainer eerder al in de UEFA Champions Leaguefinale van 2015, toen hij FC Barcelona leidde naar een 3–1 zege op Juventus FC. Internazionale-trainer Simone Inzaghi stond eveneens één keer eerder langs de lijn bij de UEFA Champions Leaguefinale, toen zijn Internazionale met 1–0 onderuit ging tegen Manchester City in 2023.

## Weg naar de finale
| Pos | Team                | Wed | Ptn |
| --- | ------------------- | --- | --- |
| 13  | AC Milan            | 8   | 15  |
| 14  | PSV                 | 8   | 14  |
| 15  | Paris Saint-Germain | 8   | 13  |
| 16  | SL Benfica          | 8   | 13  |
| 17  | AS Monaco           | 8   | 13  |

| Pos | Team             | Wed | Ptn |
| --- | ---------------- | --- | --- |
| 2   | FC Barcelona     | 8   | 19  |
| 3   | Arsenal FC       | 8   | 19  |
| 4   | Internazionale   | 8   | 19  |
| 5   | Atlético Madrid  | 8   | 18  |
| 6   | Bayer Leverkusen | 8   | 16  |

De uitslagen staan in het perspectief van de finalist. 'T' staat voor een thuiswedstrijd, 'U' staat voor een uitwedstrijd.

### Paris Saint-Germain

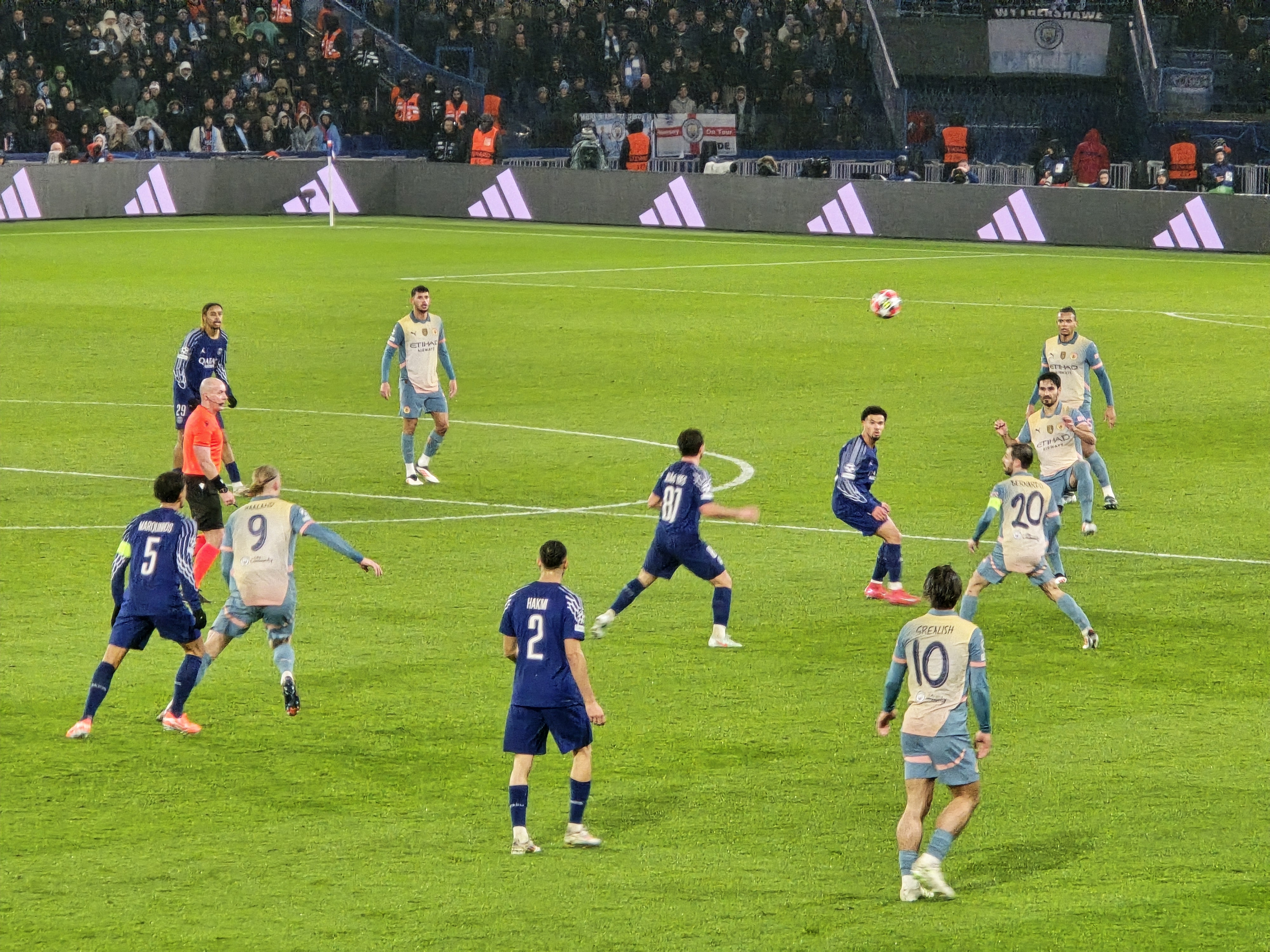
Paris Saint-Germain in de thuiswedstrijd tegen Manchester City in de competitiefase

Paris Saint-Germain had zich geplaatst voor het hoofdtoernooi van de UEFA Champions League als kampioen van de Ligue 1 2023/24. De competitiefase werd geopend met een thuiszege op Girona FC door een laat eigen doelpunt van Paulo Gazzaniga. In de vier daaropvolgende wedstrijden werd er echter verloren tegen Arsenal FC, Atlético Madrid en Bayern München, terwijl tegen PSV slechts één punt werd gepakt. Door overwinningen tegen Red Bull Salzburg, Manchester City en VfB Stuttgart wist Paris Saint-Germain zich nog wel met de vijftiende plek te plaatsen voor de tussenronde. In die tussenronde werd landgenoot Stade Brestois gemakkelijk aan de kant gezet, met 10–0 over twee wedstrijden. In de achtste finales tegen Liverpool FC werd een thuisnederlaag, door een laat doelpunt van Harvey Elliott, gecompenseerd met een vroeg doelpunt van Ousmane Dembélé in de uitwedstrijd. Vervolgens bleven beide clubs op gelijke hoogte in het tweeluik. In de penaltyserie schoten de Parijzenaren alle vier hun pogingen raak, terwijl Gianluigi Donnarumma er twee keerde. Zo mocht Paris Saint-Germain zich opmaken voor de kwartfinales tegen Aston Villa. Ondanks een openingsdoelpunt van Morgan Rogers won Paris Saint-Germain de thuiswedstrijd met 3–1. In de uitwedstrijd kwam het op een 0–2 voorsprong. Aston Villa kwam vervolgens tot 3–2, maar dat was niet genoeg om Paris Saint-Germain van de halve finales te halen. Paris Saint-Germains laatste horde richting de finale was eveneens Engels, Arsenal FC. In het Emirates Stadium maakte Dembélé snel het enige doelpunt. Ook in het Parc des Princes werd er gewonnen; doelpunten van Fabián Ruiz en Achraf Hakimi werden slechts beantwoord door een doelpunt van Bukayo Saka. Zo bereikte Paris Saint-Germain de finale.

### Internazionale
Internazionale had zich geplaatst voor het hoofdtoernooi van de UEFA Champions League als kampioen van de Serie A 2023/24. De competitiefase werd afgetrapt met een doelpuntloos gelijkspel op bezoek bij Manchester City. De vier daaropvolgende wedstrijden werden allemaal gewonnen zonder tegendoelpunt, tegen Rode Ster Belgrado, Young Boys, Arsenal FC en RB Leipzig. Op bezoek bij Bayer Leverkusen moest het wel een doelpunt incasseren; Nordi Mukiele maakte in de slotfase het winnende doelpunt van de Duitsers. Internazionale sloot de competitie af met overwinningen tegen Sparta Praag en AS Monaco, wederom zonder tegendoelpunt, waarmee Internazionale zich als vierde direct kwalificeerde voor de achtste finales. In die achtste finales won Internazionale eerst op bezoek bij Feyenoord met 0–2, voordat het zich verzekerde van de volgende ronde met een 2–1 overwinning in eigen huis. In de kwartfinales was een doelpunt van Davide Frattesi goed voor een 1–2 uitzege op Bayern München. In de thuiswedstrijd hield Internazionale stand met een 2–2 gelijkspel. Internazionale's laatste horde richting de finale was FC Barcelona. In het Olympisch Stadion Lluís Companys zorgden Marcus Thuram en Denzel Dumfries voor een 0–2 voorsprong, voordat FC Barcelona nog voor de rust op gelijke hoogte kwam via Lamine Yamal en Ferran Torres. Door nog een doelpunt van Dumfries en een eigen doelpunt van Yann Sommer eindigde het heenduel in een 3–3 gelijkspel. In het Stadio Giuseppe Meazza had Internazionale halverwege een 2–0 voorsprong, dankzij een treffer van Lautaro Martínez en een benutte strafschop van Hakan Çalhanoğlu. FC Barcelona draaide dat om tot 2–3 via Eric García, Dani Olmo en Raphinha, maar Francesco Acerbi dwong met een gelijkmaker in de blessuretijd een verlenging af. In de verlenging maakte Frattesi het enige doelpunt, waarmee hij Internazionale naar de finale schoot.

## Wedstrijd

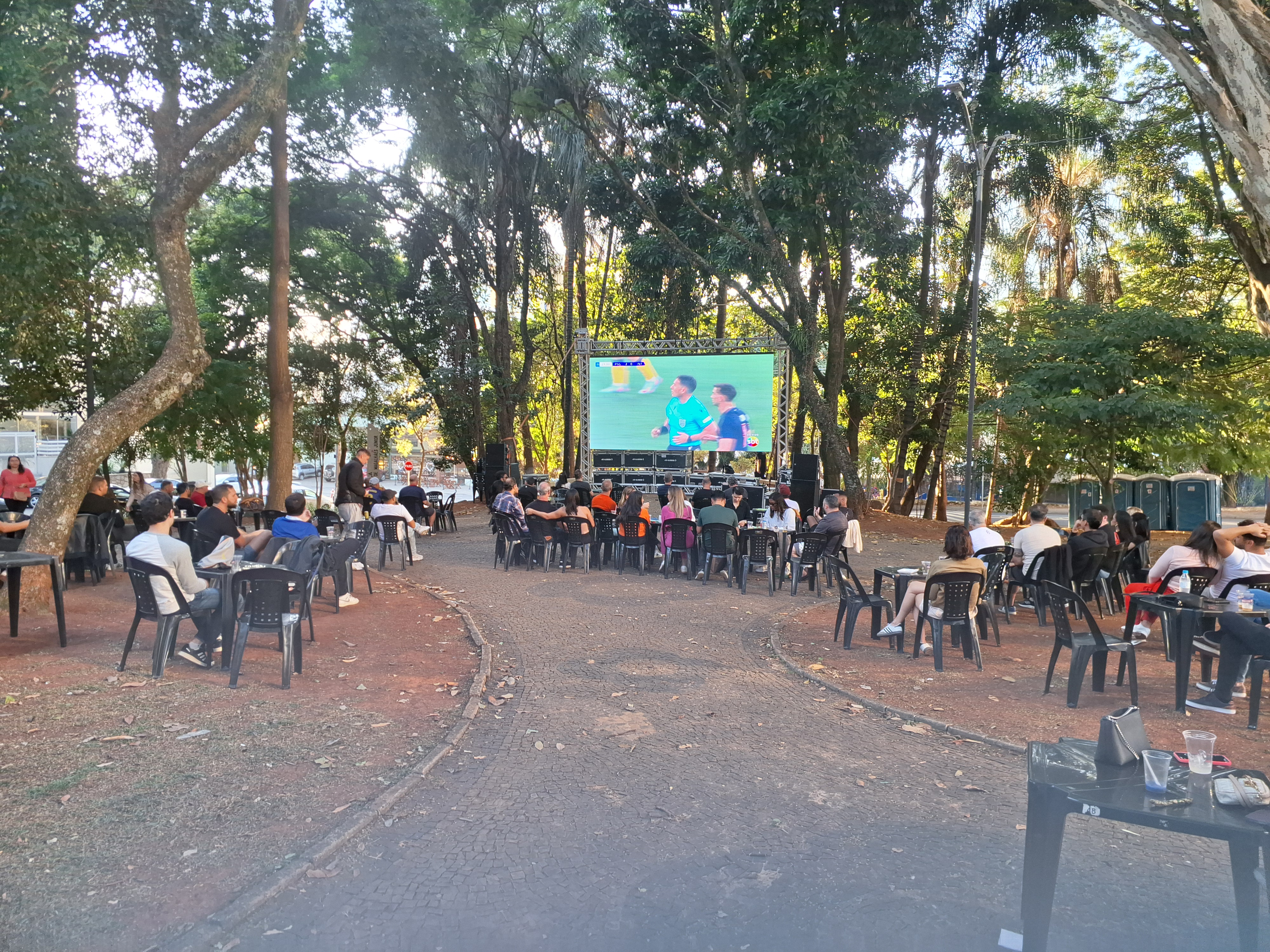
Mensen kijken in Cambuí naar de finale.

### Verloop
Paris Saint-Germain kwam in de twaalfde minuut op een voorsprong. Na een pass van de wegdraaiende Désiré Doué kon Achraf Hakimi van dichtbij binnentikken, waarna hij het doelpunt tegen zijn voormalige club ingetogen vierde. Acht minuten later scoorde Doué zelf. Ousmane Dembélé had het spel verplaatst naar de linkerkant, waar Doué's schot via Federico Dimarco in het doel eindigde. Nog voor de rust schoot Dembélé voorlangs, terwijl Internazionale op zoek naar een gelijkmaker niet meer vond dan een kopbal van Marcus Thuram. Na een uur spelen maakte Doué zijn tweede doelpunt; na een steekpass van Vitinha rondde hij af in de korte hoek. Zo'n tien minuten later stuurde Ousmane Dembélé Chvitsja Kvaratschelia op het doel van Yann Sommer af en ook de Georgiër rondde af in de korte hoek, waarmee het duel bij een 4–0 tussenstand beslist leek. Nadat Thuram stuitte op Gianluigi Donnarumma en invaller Bradley Barcola naast schoot, maakte andere invaller Senny Mayulu in de slotfase het laatste doelpunt. Zo won Paris Saint-Germain de finale met 5–0.

### Details
|                           |                                                                                        |               |                | |
| 31 mei 2025 21:00 (UTC+2) | Paris Saint-Germain                                                                    | 5 – 0 (2 – 0) | Internazionale | Stadion: Allianz Arena, München Toeschouwers: 64.327 Scheidsrechter: István Kovács Assistenten: Mihai Marica Assistenten: Ferencz Tunyogi Vierde official: João Pinheiro Vijfde official: Bruno Jesus Video-assistenten: Dennis Higler Video-assistenten: Pol van Boekel (SVAR) AVAR: Cătălin Popa Speler van de wedstrijd: Désiré Doué |
| 31 mei 2025 21:00 (UTC+2) | Hakimi 12' Doué 20', 63' Dembélé; Vitinha Kvaratschelia 73' Dembélé Mayulu 86' Barcola | Verslag       |                | Stadion: Allianz Arena, München Toeschouwers: 64.327 Scheidsrechter: István Kovács Assistenten: Mihai Marica Assistenten: Ferencz Tunyogi Vierde official: João Pinheiro Vijfde official: Bruno Jesus Video-assistenten: Dennis Higler Video-assistenten: Pol van Boekel (SVAR) AVAR: Cătălin Popa Speler van de wedstrijd: Désiré Doué |
| 31 mei 2025 21:00 (UTC+2) |                                                                                        |               |                | Stadion: Allianz Arena, München Toeschouwers: 64.327 Scheidsrechter: István Kovács Assistenten: Mihai Marica Assistenten: Ferencz Tunyogi Vierde official: João Pinheiro Vijfde official: Bruno Jesus Video-assistenten: Dennis Higler Video-assistenten: Pol van Boekel (SVAR) AVAR: Cătălin Popa Speler van de wedstrijd: Désiré Doué |
| 31 mei 2025 21:00 (UTC+2) |                                                                                        |               |                | Stadion: Allianz Arena, München Toeschouwers: 64.327 Scheidsrechter: István Kovács Assistenten: Mihai Marica Assistenten: Ferencz Tunyogi Vierde official: João Pinheiro Vijfde official: Bruno Jesus Video-assistenten: Dennis Higler Video-assistenten: Pol van Boekel (SVAR) AVAR: Cătălin Popa Speler van de wedstrijd: Désiré Doué |
|                           |                                                                                        |               |                | |

| Paris Saint-Germain | Internazionale |

| DM             | 01 | Gianluigi Donnarumma   |         |
| RA             | 02 | Achraf Hakimi          | 90'     |
| CV             | 05 | Marquinhos             |         |
| CV             | 51 | Willian Pacho          |         |
| LA             | 25 | Nuno Mendes            | 78'     |
| CM             | 87 | João Neves             | 84'     |
| CM             | 17 | Vitinha                |         |
| CM             | 08 | Fabián Ruiz            | 84'     |
| RB             | 14 | Désiré Doué            | 65' 66' |
| SP             | 10 | Ousmane Dembélé        |         |
| LB             | 07 | Chvitsja Kvaratschelia | 84'     |
| Wisselspelers: |    |                        |         |
| DM             | 39 | Matvej Safonov         |         |
| DM             | 80 | Arnau Tenas            |         |
| VD             | 03 | Presnel Kimpembe       |         |
| VD             | 21 | Lucas Hernández        | 78'     |
| VD             | 35 | Lucas Beraldo          |         |
| MV             | 19 | Lee Kang-in            |         |
| MV             | 24 | Senny Mayulu           | 84'     |
| MV             | 33 | Warren Zaïre-Emery     | 84'     |
| AV             | 09 | Gonçalo Ramos          | 84'     |
| AV             | 29 | Bradley Barcola        | 66'     |
| AV             | 49 | Ibrahim Mbaye          |         |
| Coach:         |    |                        |         |
| Luis Enrique   |    |                        |         |

| DM             | 01             | Yann Sommer         |         |
| CV             | 28             | Benjamin Pavard     | 53'     |
| CV             | 15             | Francesco Acerbi    | 71'     |
| CV             | 95             | Alessandro Bastoni  |         |
| RM             | 02             | Denzel Dumfries     |         |
| CM             | 23             | Nicolò Barella      |         |
| CM             | 20             | Hakan Çalhanoğlu    | 70'     |
| CM             | 22             | Henrich Mchitarjan  | 62'     |
| LM             | 32             | Federico Dimarco    | 53'     |
| SP             | 09             | Marcus Thuram       | 69'     |
| SP             | 10             | Lautaro Martínez    |         |
| Wisselspelers: |                |                     |         |
| DM             | 12             | Raffaele Di Gennaro |         |
| DM             | 13             | Josep Martínez      |         |
| VD             | 06             | Stefan de Vrij      |         |
| VD             | 30             | Carlos Augusto      | 62'     |
| VD             | 31             | Yann Bisseck        | 53' 62' |
| VD             | 36             | Matteo Darmian      | 62'     |
| VD             | 59             | Nicola Zalewski     | 53' 56' |
| MV             | 07             | Piotr Zieliński     |         |
| MV             | 16             | Davide Frattesi     |         |
| MV             | 21             | Kristjan Asllani    | 70'     |
| AV             | 08             | Marko Arnautović    |         |
| AV             | 99             | Mehdi Taremi        |         |
| Coach:         |                |                     |         |
| Simone Inzaghi | Simone Inzaghi | Simone Inzaghi      | 58'     |

### Statistieken
| Statistieken           | Paris Saint-Germain | Internazionale |
| ---------------------- | ------------------- | -------------- |
| Doelpunten             | 5                   | 0              |
| Gele kaarten           | 2                   | 4              |
| Rode kaarten           | 0                   | 0              |
| Wissels                | 5                   | 5              |
| Schoten op doel        | 8                   | 2              |
| Schoten naast doel     | 12                  | 3              |
| Overtredingen          | 13                  | 7              |
| Hoekschoppen           | 4                   | 6              |
| Buitenspel             | 0                   | 5              |
| Geslaagde passes       | 488                 | 298            |
| Passnauwkeurigheid (%) | 91                  | 83             |
| Balbezit (%)           | 59                  | 41             |

## Nasleep
5–0 werd de grootste uitslag ooit in de finale van het toernooi. Paris Saint-Germain werd met die overwinning de 24ste club die de Europacup I/UEFA Champions League won, en na Olympique Marseille in 1993 de tweede Franse club die dat lukte. Paris Saint-Germain-trainer Luis Enrique werd de zevende trainer die de Europacup I/UEFA Champions League won met meerdere clubs, nadat hij het toernooi in 2015 had gewonnen met FC Barcelona. Achraf Hakimi werd eerste Marokkaanse speler die scoorde in de finale van de Europacup I/UEFA Champions League. Met het winnen van de UEFA Champions League werd Paris Saint-Germain, dat in hetzelfde seizoen al de Ligue 1 en Coupe de France had gewonnen, de negende club die ooit de treble won en de eerste Franse club die dat lukte. De Marokkaanse Hakimi en de Ecuadoraanse Willian Pacho werden de eerste spelers van hun land die de Europacup I/UEFA Champions League wonnen.
Na afloop van de finale werd Désiré Doué door de UEFA verkozen tot Speler van de Wedstrijd. Hij was de eerste speler geworden die als tiener twee keer scoorde in een UEFA Champions Leaguefinale. Internazionale-middenvelder Nicolò Barella stelde na afloop dat Paris Saint-Germain op elk vlak het betere team was. Enrique droeg vlak na de finale een t-shirt, en supporters van Paris Saint-Germain toonden een spandoek, met op beide verwijzingen naar Enrique's dochter Xana, die op negenjarige leeftijd was overleden aan botkanker.
In Parijs werd na de finale de Eiffeltoren gekleurd in de kleuren van Paris Saint-Germain, blauw en rood, en gingen supporters van Paris Saint-Germain de straten op. Vieringen in Parijs, maar ook in Grenoble, Lyon, Nantes en Pau, liepen uiteindelijk echter uit in rellen, plunderingen en brandstichting. Daarbij zouden 2 doden en 192 gewonden zijn gevallen. In totaal werden er 559 mensen gearresteerd, van wie 491 in de hoofdstad. Een dag na de finale zou Paris Saint-Germain met extra beveiliging gehuldigd worden op de Champs-Élysées.